# Ismailli

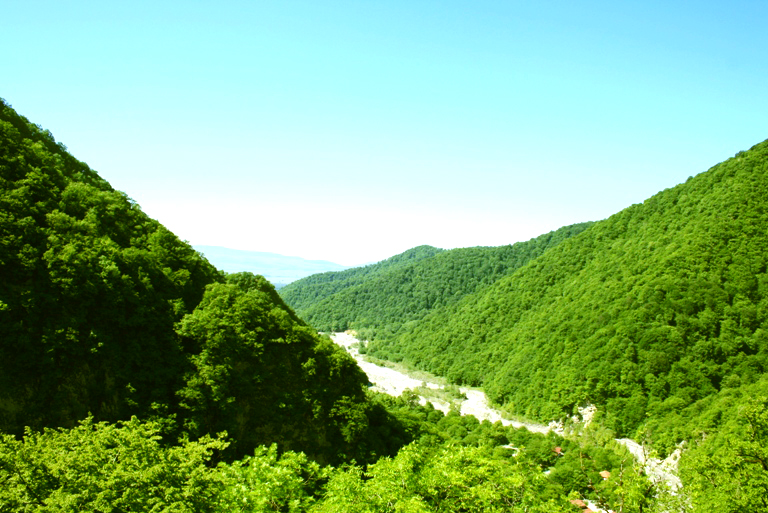
Wilderness in İsmayıllı Rayon

 Ismailli  (azerí: İsmayıllı) é um dos cinqüenta e nove rayones nos que subdivide politicamente a República do Azerbaijão. A cidade capital é a cidade de İsmayıllı.

## Território e População
Este rayon é possuidor una superfície de 2.074 quilômetros quadrados, os quais são o lugar de uma população composta por unas 77.800 pessoas. Por onde, a densidade populacional se eleva a cifra dos 37,6 habitantes por cada quilômetro quadrado deste rayon.

## Economia
Na cidade de Lahich estão estabelecidos produtoras de tapetes e cobre. O setor agropecuário deixas-se para cultivar cereais, produzir vinhos e frutas, gado e fincas. Também há varias bodegas.

## Meios de Comunicação

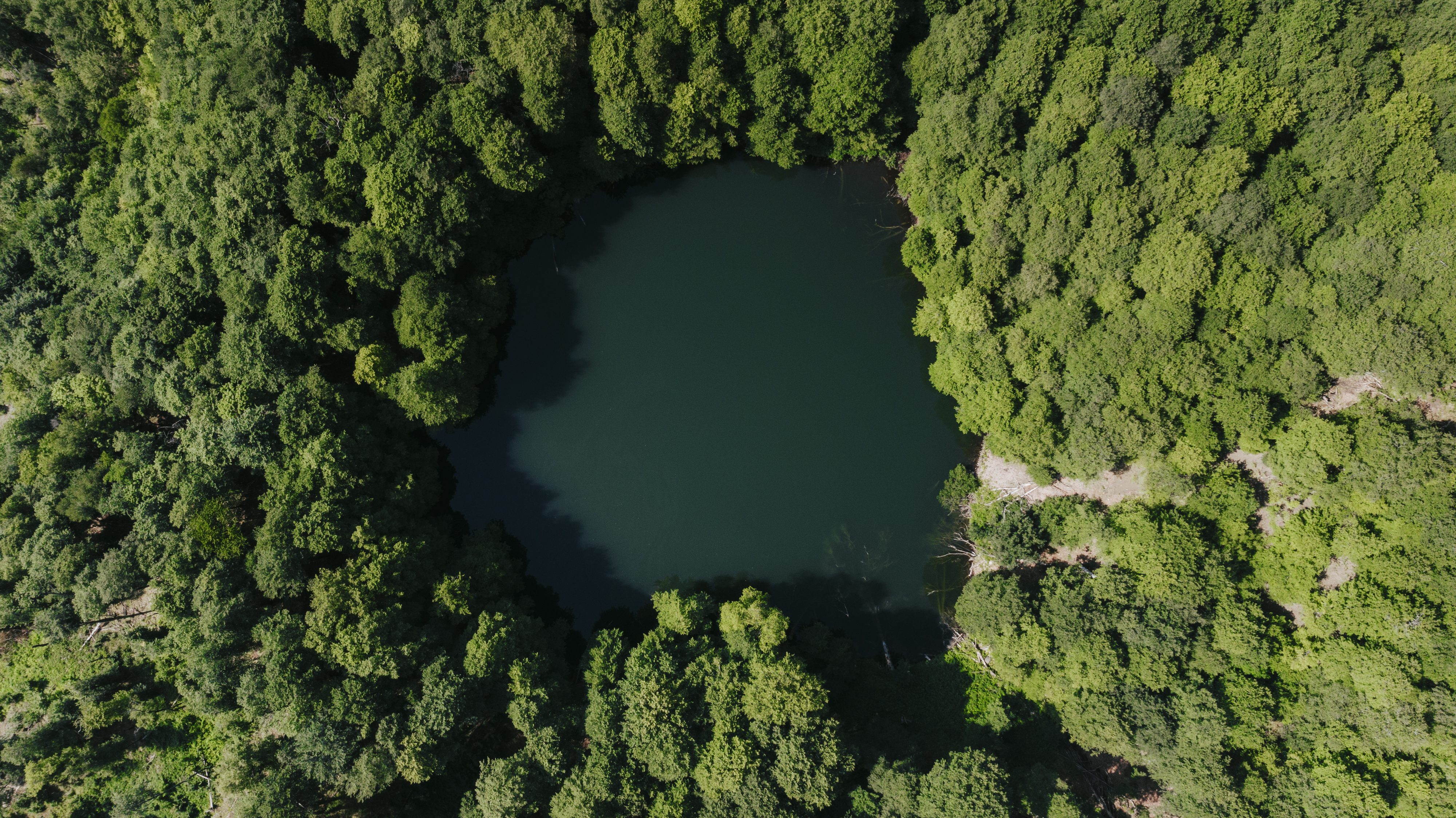
Distrito de Garanohur Ismayilli.

Na região desde 1934 é publicado um periódico regional. Até 1966, esta foi a Yeni Ismayilly, então Zehmetkesh e desde 1991 Djavanshir Yurdu. Desde fevereiro de 1993, Ismaili possui sua própria estação de radio, que os dias de semana das emissões durante 30 minutos.